# Jan Scheere
Jan Scheere (Lier, 25 juni 1909 - 16 juli 1977) was een Belgisch geoloog en moderne vijfkamper.

## Levensloop
Scheere liep school aan de Koniklijke Militaire School (KMS). Hij nam deel aan de Olympische Zomerspelen van 1936 te Berlijn. Hij werd er 34e in het eindklassement van de moderne vijfkamp.
Tijdens de Tweede Wereldoorlog was hij actief als kapitein in het Belgisch leger. Hiervoor ontving hij het 'Kruis der Ontsnapten'. Na de bevrijding behaalde hij een diploma als ingenieur in de geologie. Vervolgens kreeg hij in 1946 de leerstoel geologie aan de KMS toegewezen. Hij werd een referentie op het vlak van de petrografie met betrekking tot het ontstaan van 'tonstein' en andere carboongesteenten. Daarnaast verwierf hij bekendheid met zijn onderzoek (ism René Van Tassel) naar gesteenten met fosfaatknobbeltjes, waarbij vooral hun 'driehoek classificatie' bekendheid verwierf.